# Балле
Балле́ (фр. Ballay) — коммуна во Франции, находится в регионе Шампань — Арденны. Департамент коммуны — Арденны. Входит в состав кантона Вузье. Округ коммуны — Вузье.
Код INSEE коммуны — 08045.
Коммуна расположена приблизительно в 190 км к востоку от Парижа, в 60 км северо-восточнее Шалон-ан-Шампани, в 38 км к югу от Шарлевиль-Мезьера.

## Население
Население коммуны на 2008 год составляло 244 человека.
| 1962 | 1968 | 1975 | 1982 | 1990 | 1999 | 2008 |
| ---- | ---- | ---- | ---- | ---- | ---- | ---- |
| 219  | 267  | 265  | 230  | 254  | 245  | 244  |

## Экономика
В 2007 году среди 155 человек в трудоспособном возрасте (15—64 лет) 112 были экономически активными, 43 — неактивными (показатель активности — 72,3 %, в 1999 году было 63,5 %). Из 112 активных работали 104 человека (62 мужчины и 42 женщины), безработных было 8 (6 мужчин и 2 женщины). Среди 43 неактивных 8 человек были учениками или студентами, 16 — пенсионерами, 19 были неактивными по другим причинам.

## Фотогалерея

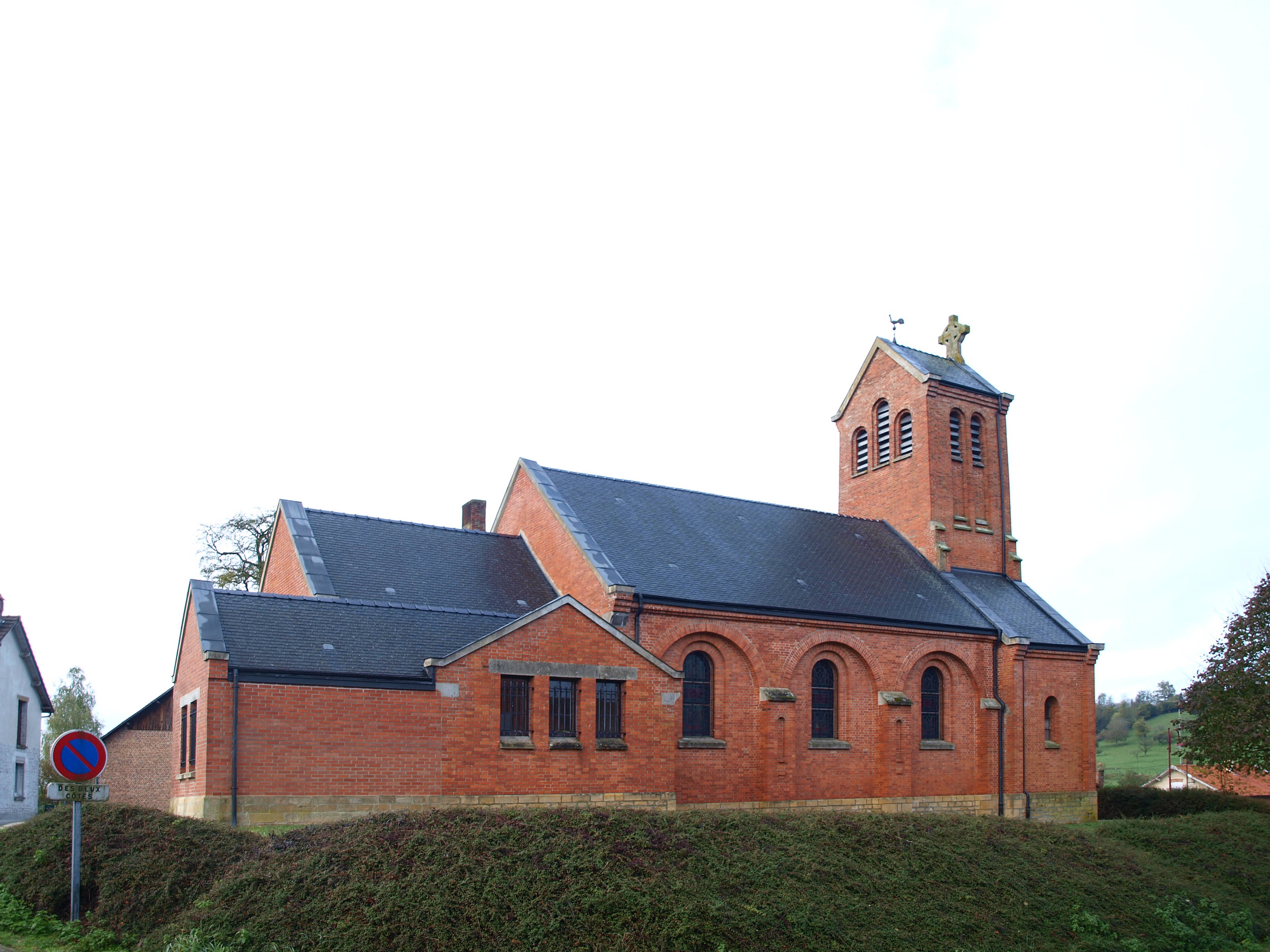
Церковь
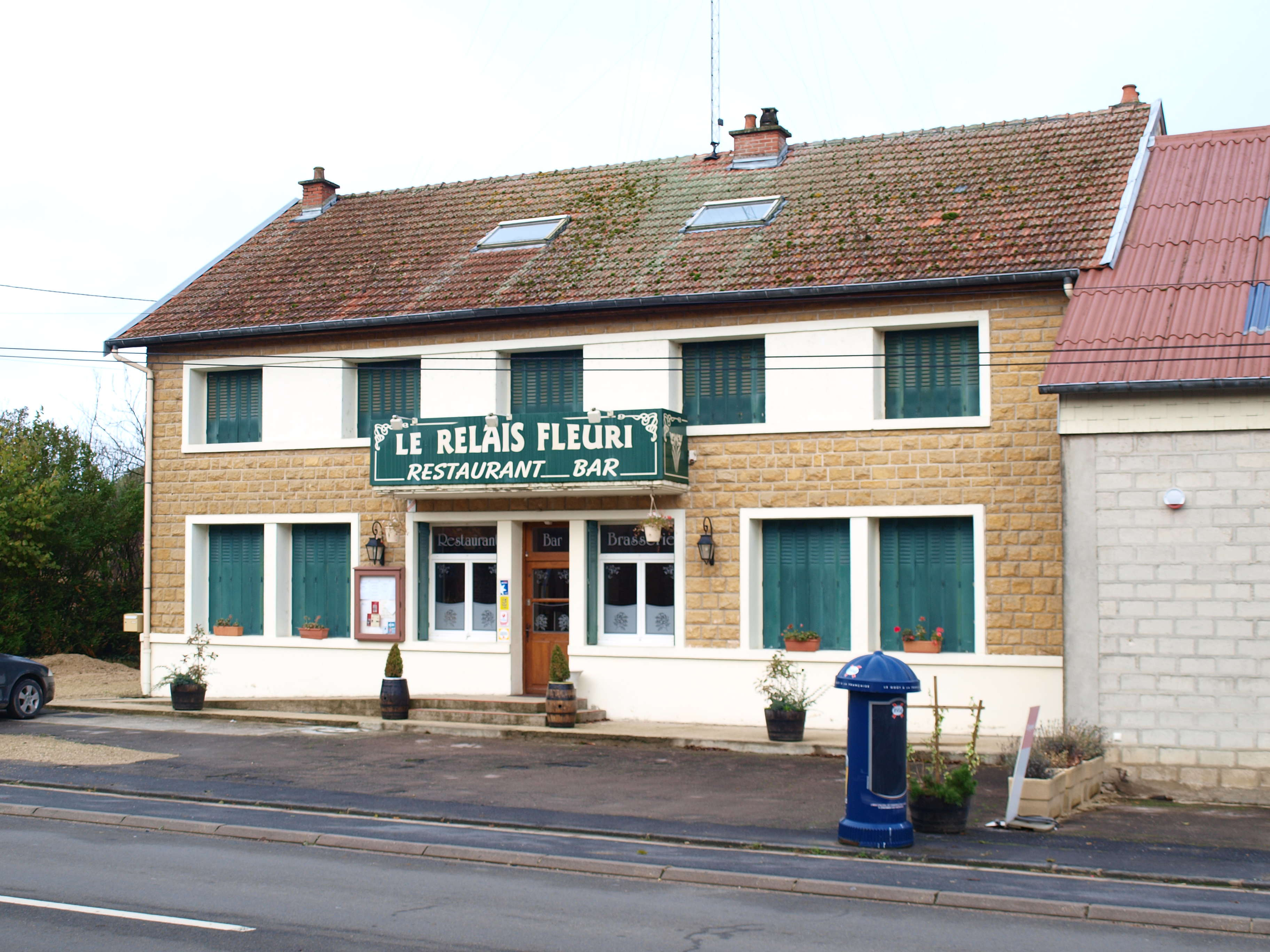
Гостиница
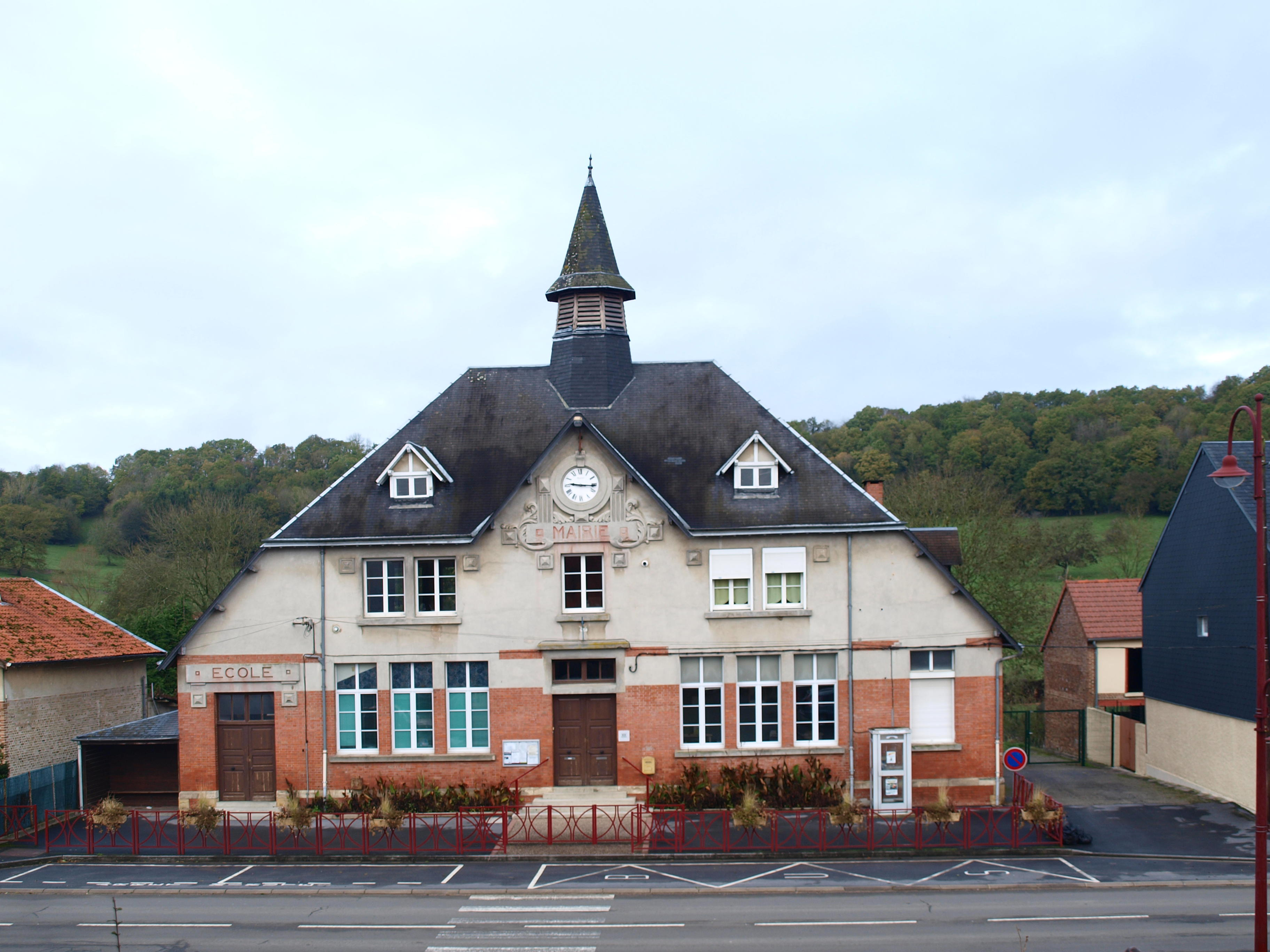
Мэрия
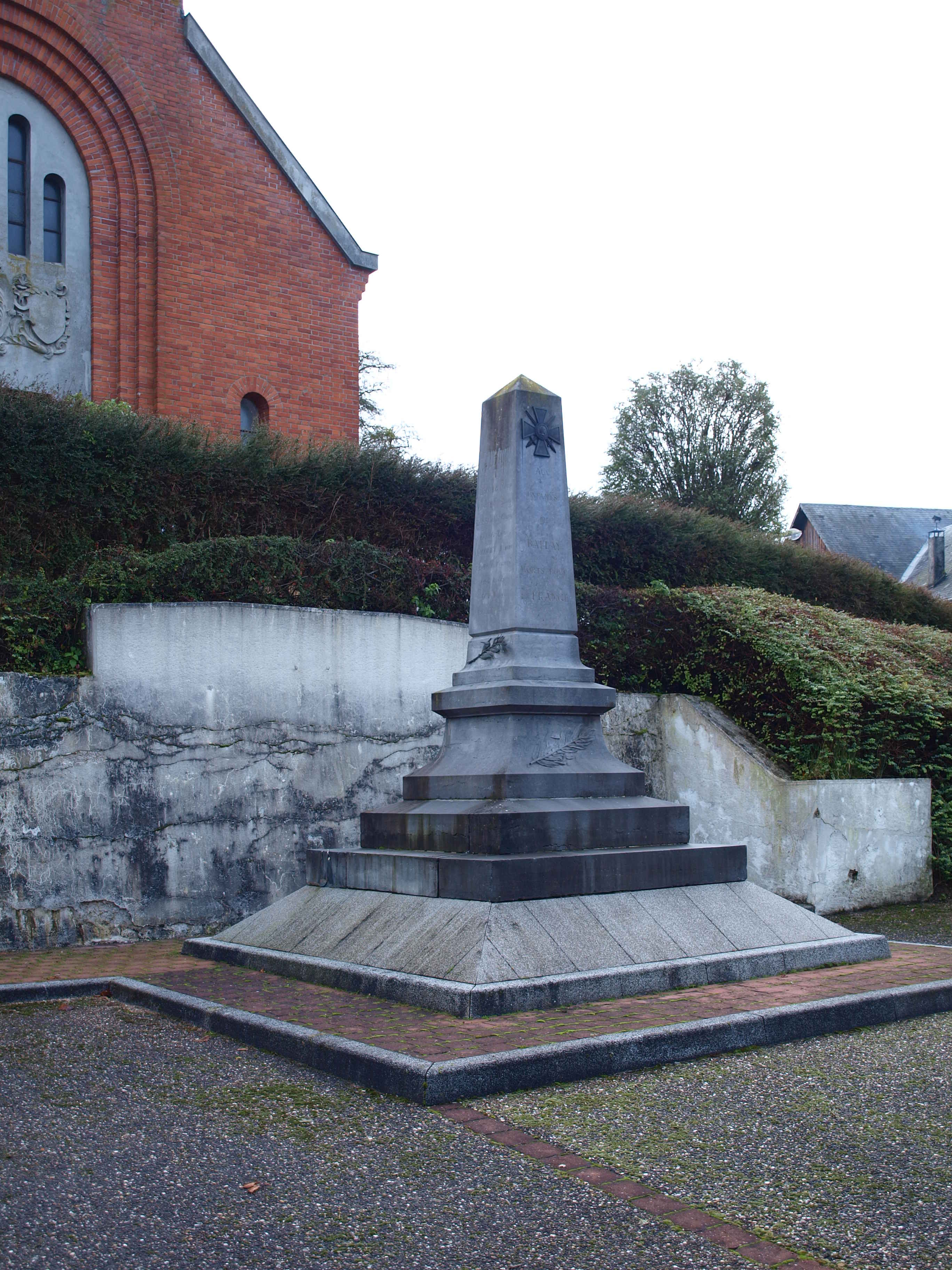
Памятник жителям, погибшим в Первой мировой войне